# 超譯百人一首戀歌
《超譯百人一首戀歌》（日语：超訳百人一首 うた恋い。），是漫畫家杉田圭创作的以百人一首为題材的漫畫短篇集。2010年8月Media Factory出版单行本。2012年7月2日改編成同名電視動畫。

## 概要
以百人一首恋歌为主要题材的短篇漫画集。動畫總共有13集，以六歌仙為主角，分別敘述不同人的戀情。
平安时代和歌的世界，夹杂着流行语和外来语的现代视角诠释，咏叹着主人公的思念和交流，求而不得、即將遠行，將等等思念寄託在和歌中。

## 内容
- 漫畫與動畫編排話數不同，以下編排方式以動畫為準。

### 平安時代前期
百人一首旁白
- 登場人物：藤原定家、宇都宮頼綱 、紀貫之

和歌物語 一
- 登場人物：在原業平、藤原高子

業平與成為女御前的高子之一夜情。
ちはやぶる  神代も聞かず  龍田川  からくれなゐに  水くくるとは 
 — 『百人一首』第17番 在原朝臣業平
- 登場人物：在原行平、弘子（行平之妻）

行平調任地方前的分別。
立ち別れ いなばの山の みねにおふる まつとし聞かば 今帰り來む
 — 『百人一首』第16番 中納言行平
和歌物語 二
- 登場人物：陽成院 貞明（陽成天皇）、綏子内親王

被废除帝位的阳成院，无法坦率地接受綏子的思念
筑波嶺の みねより落つる みなの川  恋ぞつもりて ふちとなりぬる
 — 『百人一首』第13番 陽成天皇
和歌物語 三
- 登場人物：良岑宗貞（僧正遍昭）、吉子（小野小町）、紀貫之、喜撰法師

為了撰寫古今和歌集，紀貫之造訪喜撰法師，聽其述說當年僧正遍昭(良岑宗貞)與小野小町(吉子)打的賭約
天つ風雲の通ひ路吹きとぢよ をとめの姿しばしとどめむ
 — 『百人一首』第12番 良岑宗貞
和歌物語 四
- 登場人物：在原業平、小野小町、文屋康秀

出身寒門世家的文屋康秀，與在原業平、小野小町之間的賞月軼事。
ふくからに 秋の草木の しをるれば むべ山風を あらしといふらむ
 — 『百人一首』第22番文屋康秀
和歌物語 五
- 登場人物：在原業平、小野小町、文屋康秀、

多年之後，文屋康秀與在原業平、小野小町團聚。小町接受康秀與業平的邀約一起前往東方，在和歌詩枕之地巡迴。
花の色は 移りにけりな いたづらに わが身世にふる ながめせし間に
 — 『百人一首』第9番小野小町
- 登場人物：喜撰法師、文屋康秀、紀貫之

喜撰法師年輕時從康秀聽到三人的故事，故事敘述完後將自己的理念與對康秀的想法告訴紀貫之。
わがいほは 都のたつみ しかぞ住む 世をうぢ山と 人はいふなり
 — 『百人一首』第8番喜撰法師

### 歌變+（內容回顧）
（笨蛋物語 第六）
- 登場人物：藤原定家、宇都宮賴綱、在原業平、小野小町、文屋康秀、
良岑宗貞、陽成院貞明、綏子內親王、藤原公任

### 平安時代中期
和歌物語 十二
- 登場人物：藤原道雅、當子內親王

### 平安時代後期
和歌物語 十三
- 登場人物：藤原定家、式子內親王

自由奔放、不想繼承父親寫作和歌的定家，引見到式子內親王面前模擬戀愛情歌，逐漸產生情愫。
在式子死後定家決意出家，為保留和歌而努力。

## 登場角色
- 藤原定家
- 紀貫之
- 藤原高子
- 在原行平

六歌仙
- 大友黑主
- 在原業平
- 僧正遍昭
- 文屋康秀
- 小野小町
- 喜撰法師

- 藤原實方

## 電視動畫

### 製作人員
- 原作：杉田圭（Media Factory刊）
- 監督：笠井賢一
- 系列構成：金春智子
- 美術監督：柴田千佳子
- 色彩設計：川上善美
- 攝影監督：石黑晴嗣
- 編集：後藤正浩
- 音樂：光田康典、桐岡麻季
- 音響監督：本山哲
- 監修：渡部泰明
- 動畫製作人：皆川護
- 製作人：奈良初男、高橋知子、横山朱子
- 動畫製作：TYO動畫
- 製作：和歌戀製作委員會（NAS、Aniplex、東京電視台、TYO動畫、Q-TEC）

### 担当声優
- 藤原定家 - 梶裕貴
- 在原業平 - 諏訪部順一
- 藤原高子 - 早見沙織
- 小野小町 - 遠藤綾
- 良岑宗貞 - 内田夕夜
- 文屋康秀 - 千葉進歩
- 宇都宮頼綱 - 下野紘
- 式子内親王 - 大原さやか
- 在原行平 - 遠藤大智
- 弘子 - 小林沙苗
- 陽成院 - 森久保祥太郎
- 綏子內親王 - 宝木久美
- 紀貫之 - 代永翼
- 喜撰法師 - 佐藤祐四
- 藤原義孝 - 石田彰
- 高内侍 - 平田繪里子
- 藤原道隆 - 楠大典
- 清少納言 - 茅原実里
- 藤原实方 - 子安武人
- 藤原行成 - 寺島拓篤
- 藤原斉信 - 曽世海司
- 藤原公任 - 岸尾だいすけ
- 清原元輔 - 中博史
- 清原致信 - 豊永利行
- 末の松山 - 南里侑香
- 源保光の娘 - 潘惠美
- 中宮定子 - 折笠富美子
- 藤原道長 - 檜山修之
- 紫式部 - 小林ゆう
- 藤子 - 喜多村英梨
- 藤原道雅 - 木内秀信
- 当子内親王 - 花澤香菜

### 主題曲
片頭曲
作詞、作曲：壺坂惠，編曲：TOMI YO.ecosystem，歌：ecosystem
片尾曲「Singin' My Lu」
作詞：Diggy-MO',Bro.Hi，作曲：Diggy-MO',Shinnosuke，編曲：Shinnosuke,Dggy-MO'，歌：SOUL'd OUT

### 各話標題
| 話數   | 日文標題                | 中文標題                           | 腳本       | 分鏡       | 演出       | 作畫監督                                         |
| ------ | ----------------------- | ---------------------------------- | ---------- | ---------- | ---------- | ------------------------------------------------ |
| 第1話  |                         | 高子與業平 在原業平朝臣            | 金春智子   | 笠井賢一   | 柴田彰久   | 手島典子                                         |
| 第1話  | 行平與弘子 中納言行平   |                                    | 金春智子   | 笠井賢一   | 柴田彰久   | 手島典子                                         |
| 第2話  |                         | 貞明與綏子 陽成院                  | 金春智子   | 泉保良輔   | 山本寬     | 川口千里、清水空翔 近岡直                        |
| 第3話  |                         | 宗貞與吉子 僧正遍昭                | 山田由香   | 熨斗谷充孝 | 熨斗谷充孝 | 鯉川慎平 吉岡敏幸                                |
| 第4話  |                         | 康秀與業平 文屋康秀                | 山田由香   | 笠井賢一   | 左藤洋二   | 山本道隆、 竹松一生、武田正夫 森下智惠           |
| 第5話  |                         | 東遊 小野小町                      | 金春智子   | 安田賢司   | 白石道太   | 吉田巧介、下條祐未 福永純一                      |
| 第5話  | 貫之與喜撰 喜撰法師     |                                    | 金春智子   | 安田賢司   | 白石道太   | 吉田巧介、下條祐未 福永純一                      |
| 第6話  |                         | 歌變。+                            | 金春智子   | 笠井賢一   | 柴田彰久   | 武田政夫、竹松一生 洪了紘                        |
| 第7話  |                         | 義孝與源保光之女 藤原義孝          | 森田真由美 | 中村近世   | 中村近世   | 泉保良輔、阿部千秋 小林                          |
| 第7話  | 高内侍與道隆 儀同三司母 |                                    | 森田真由美 | 中村近世   | 中村近世   | 泉保良輔、阿部千秋 小林                          |
| 第8話  |                         | 末之松山 清原元輔                  | 山田由香   | 高林久彌   | 清水明     | 鯉川慎平、吉岡敏幸 一居一平                      |
| 第8話  | 實方與諾子 藤原實方朝臣 |                                    | 山田由香   | 高林久彌   | 清水明     | 鯉川慎平、吉岡敏幸 一居一平                      |
| 第9話  |                         | 少納言與行成 清少納言              | 森田真由美 | 西田正義   | 白石道太   | 吉田巧介、下篠祐未 福永純一                      |
| 第10話 |                         | 名古曾之瀧 大納言公任              | 森田真由美 | 左藤洋二   | 左藤洋二   | 手島典子、山本道隆                               |
| 第11話 |                         | 香子與藤子 紫式部                  | 金春智子   | 政木伸一   | 政木伸一   | 鈴木奈都子、青柳重美 山崎輝彥、松尾真彥 飯飼一幸 |
| 第12話 |                         | 道雅與當子 左京大夫道雅            | 山田由香   | 四分一節子 | 中村近世   | 小林ゆかり、泉保良輔                             |
| 第12話 | 浮世之月 三條院         |                                    | 山田由香   | 四分一節子 | 中村近世   | 小林ゆかり、泉保良輔                             |
| 第13話 |                         | 定家與式子 式子內親王 權中納言定家 | 山田由香   | 笠井賢一   | 左藤洋二   | 手島典子、山本道隆 森植、鈴木春香 田中彩         |

### 播映電視台
日本深夜動畫：下文記載的日本国内播放時間使用日本標準時間（UTC+9）表示。因為部分時間标识會採用30小时制，因此請留意这类超过24:00的时间，其實際播放時間為翌日清晨。
| 播放地區       | 播放電視台   | 播放日期               | 播放時間（UTC+9）                                                           | 所屬聯播網 | 備註   |
| -------------- | ------------ | ---------------------- | --------------------------------------------------------------------------- | ---------- | ------ |
| 關東廣域圈     | 東京電視台   | 2012年7月2日 - 9月24日 | 星期一 25時30分 - 26時00分                                                  | 東京電視網 |        |
| 大阪府         | 大阪電視台   | 2012年7月3日 - 9月25日 | 星期二 26時05分 - 26時35分                                                  | 東京電視網 |        |
| 福岡縣         | TVQ九州放送  | 2012年7月3日 - 9月25日 | 星期二 26時28分 - 27時58分                                                  | 東京電視網 |        |
| 岡山縣・香川縣 | 瀨戶內電視台 | 2012年7月4日 - 9月26日 | 星期三 25時50分 - 26時20分                                                  | 東京電視網 |        |
| 北海道         | 北海道電視台 | 2012年7月5日 - 9月27日 | 星期四 26時30分 - 27時00分                                                  | 東京電視網 |        |
| 愛知縣         | 愛知電視台   | 2012年7月5日 - 9月27日 | 星期四 26時30分 - 27時00分                                                  | 東京電視網 |        |
| 日本全國       | AT-X         | 2012年7月10日 -        | （第1-12話）星期二 11時30分 - 12時00分 （第13話）星期二 23時30分 - 24時00分 | 衛星電視   | 有重播 |

| 日本 東京電視台 星期一25:30－26:00節目 | 日本 東京電視台 星期一25:30－26:00節目 | 日本 東京電視台 星期一25:30－26:00節目 |
| -------------------------------------- | -------------------------------------- | -------------------------------------- |
|                                        | 超譯百人一首戀歌                       |                                        |
| 少年同盟II                             | 鄰座的怪同學 （25:35 - 26:05）         |                                        |

## 外部連結

### 漫畫
- .   [2012-09-15]. （原始内容存档于2012-05-10）.
- （页面存档备份，存于） - 書籍PV
- 超譯百人一首戀歌的Facebook專頁
- 超譯百人一首戀歌的X（前Twitter）

### 動畫
- 超譯百人一首戀歌動畫官網
- 東京電視台動畫網站 （页面存档备份，存于）

### 其他作品
- 「超訳百人一首 うた恋い。」ドラマCD特設サイト （页面存档备份，存于）
- 「超訳百人一首 うた恋い。on Fan＋」デジタルコンテンツ『週刊 声優一首』